# 210 هـ
210 هـ هي سنة في التقويم الهجري امتدت مقابلةً في التقويم الميلادي بين سنتي 825 و826.

## أحداث
- الجَيشُ العبَّاسي يتمكَّن من القضاء على ثَوْرةُ قُم.
- زواج الخليفة المأمون من بوران بنت الحسن بن سهل

## مواليد
- المبرد
- أبو جعفر بن أبي شيبة
- أبو يعلى الموصلي
- ابن الراوندي
- محمد بن هارون الروياني

## وفيات
- أبو حفص الشطرنجي
- حبان بن هلال
- علي العريضي
- علية بنت المهدي
- أبو الحكم الدمشقي
- بشر بن المعتمر